# Gortyna puengeleri
Gortyna puengeleri là một loài bướm đêm trong họ Noctuidae.